# تکنواویا اس‌ام۹۲ فینیست
تکنواویا اس‌ام۹۲ فینیست (به انگلیسی: Technoavia_SM92_Finist) یک هواگرد ملخ‌پیشین تک‌موتوره از نوع هواگرد چندمنظوره ساخت شرکت Technoavia است. هواگرد تکنواویا اس‌ام۹۲ فینیست نخستین پروازش را در 28 دسامبر 1993 میلادی انجام داد. در مجموع، تعداد 30 فروند از این هواگرد ساخته شده‌است.